# Manvel (Teksas)
Manvel je grad u američkoj saveznoj državi Teksas. Prema popisu stanovništva iz 2010. u njemu je živjelo 5.179 stanovnika.